# Qinlingacris choui
Qinlingacris choui is een rechtvleugelig insect uit de familie Dericorythidae. De wetenschappelijke naam van deze soort is voor het eerst geldig gepubliceerd in 1991 door Li, Wu & Feng.